# Lee Dae-ho
Dans ce nom coréen, le nom de famille, Lee, précède le nom personnel.
Pour les articles homonymes, voir Lee.
Lee Dae-ho (né le 21 juin 1982 à Pusan, Corée du Sud) est un joueur coréen de baseball évoluant en tant que joueur de premier but de baseball.
De 2001 à 2011, il évolue pour les Lotte Giants de l'Organisation coréenne de baseball avant d'aller poursuivre sa carrière au Japon. Il s'aligne en 2012 et 2013 pour les Orix Buffaloes, puis en 2014 et 2015 pour les Fukuoka Softbank Hawks de la Ligue Pacifique japonaise. Après avoir évolué en 2016 pour les Mariners de Seattle de la Ligue majeure de baseball, il est retourné jouer pour les Lotte Giants en Corée du Sud.
Il a obtenu la médaille de bronze de baseball lors des Jeux asiatiques de 2006 à Doha et la médaille d'or de baseball lors des jeux olympiques 2008 à Pékin.

## Biographie

### Corée
Le 14 août 2010, Lee établit un record du baseball professionnel en frappant un coup de circuit dans un 9e match consécutif pour les Lotte Giants. L'ancienne marque de huit était partagée par trois joueurs des Ligues majeures de baseball, Don Mattingly, Ken Griffey Jr. et Dale Long.

### Japon

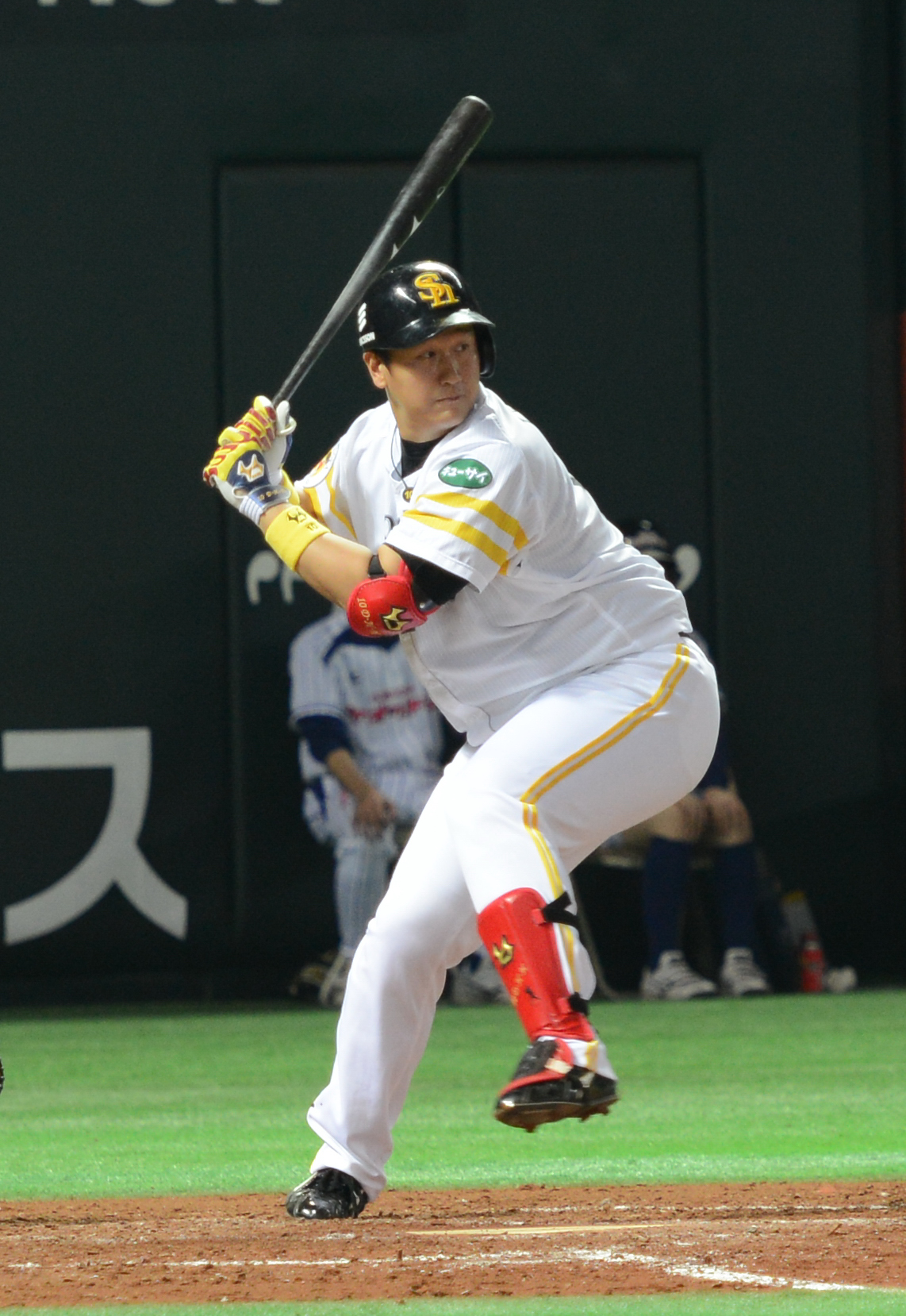
Lee en 2014 au Japon avec les Hawks.

Il s'aligne en 2012 et 2013 pour les Orix Buffaloes, puis en 2014 et 2015 pour les Fukuoka Softbank Hawks de la Ligue Pacifique du Japon. Il décline une offre des Hawks pour 2016 et, à 33 ans, indique qu'il est à la recherche d'un contrat en Amérique du Nord avec une équipe de la Ligue majeure de baseball.

### Amérique du Nord

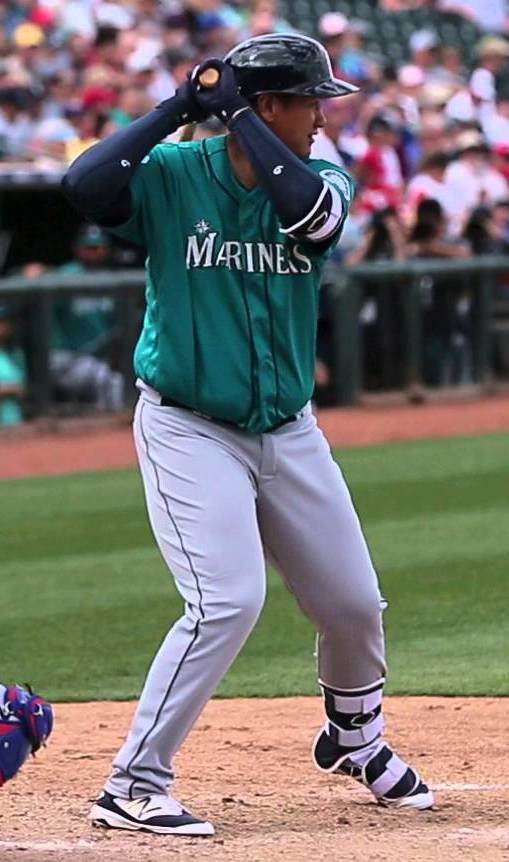
Lee Dae-ho en 2016.

Le 3 février 2016, Lee Dae-ho signe un contrat des ligues mineures avec les Mariners de Seattle, un club de la Ligue majeure de baseball.
Il fait ses débuts dans la Ligue majeure de baseball avec Seattle le 4 avril 2016. En 104 matchs à sa première saison, le joueur de premier but frappe 14 circuits et produit 49 points pour les Mariners.

## Statistiques de joueur
(janvier 2012).
Sa qualité peut être largement améliorée en utilisant un vocabulaire plus directement compréhensible.
| Saison        | Âge           | Équipe        | Ligue         | Jeux | AB   | R   | H   | 2B  | 3B | HR  | RBI | SB | CS | BB  | SO  | AVE   | OBP   | SLG   | BA   | SH | SF | HBP | GDP |
| ------------- | ------------- | ------------- | ------------- | ---- | ---- | --- | --- | --- | -- | --- | --- | -- | -- | --- | --- | ----- | ----- | ----- | ---- | -- | -- | --- | --- |
| 2001          | 19            | Lotte Giants  | LCB           | 6    | 8    | 0   | 4   | 0   | 0  | 0   | 1   | 0  | 0  | 1   | 2   | 0.500 |       | 0.500 | 4    | 0  |    | 0   | 0   |
| 2002          | 20            | Lotte Giants  | LCB           | 74   | 255  | 27  | 71  | 19  | 0  | 8   | 32  | 1  | 0  | 26  | 66  | 0.278 |       | 0.447 | 114  | 0  |    | 7   | 6   |
| 2003          | 21            | Lotte Giants  | LCB           | 54   | 152  | 8   | 37  | 6   | 0  | 4   | 13  | 0  | 2  | 19  | 37  | 0.243 |       | 0.362 | 55   | 2  |    | 6   | 3   |
| 2004          | 22            | Lotte Giants  | LCB           | 132  | 444  | 52  | 110 | 26  | 0  | 20  | 68  | 4  | 3  | 58  | 78  | 0.248 |       | 0.441 | 196  | 12 |    | 20  | 21  |
| 2005          | 23            | Lotte Giants  | LCB           | 126  | 447  | 53  | 119 | 16  | 2  | 21  | 80  | 1  | 0  | 62  | 76  | 0.266 |       | 0.452 | 202  | 3  |    | 15  | 12  |
| 2006          | 24            | Lotte Giants  | LCB           | 122  | 443  | 71  | 149 | 26  | 0  | 26  | 88  | 0  | 1  | 55  | 55  | 0.336 |       | 0.571 | 253  | 1  |    | 16  | 11  |
| 2007          | 25            | Lotte Giants  | LCB           | 121  | 415  | 79  | 139 | 21  | 1  | 29  | 87  | 1  | 0  | 94  | 55  | 0.335 |       | 0.6   | 249  | 5  |    | 13  | 9   |
| 2008          | 26            | Lotte Giants  | LCB           | 122  | 435  | 73  | 131 | 23  | 0  | 18  | 94  | 0  | 1  | 80  | 56  | 0.301 | 0.400 | 0.478 | 208  | 12 |    | 18  | 9   |
| Total carrera | Total carrera | Total carrera | Total carrera | 757  | 2599 | 363 | 760 | 137 | 3  | 126 | 463 | 7  | 7  | 395 | 425 | 0.292 |       | 0.493 | 1281 | 35 |    | 95  | 71  |